# Wasserweg 3 (Korschenbroich)

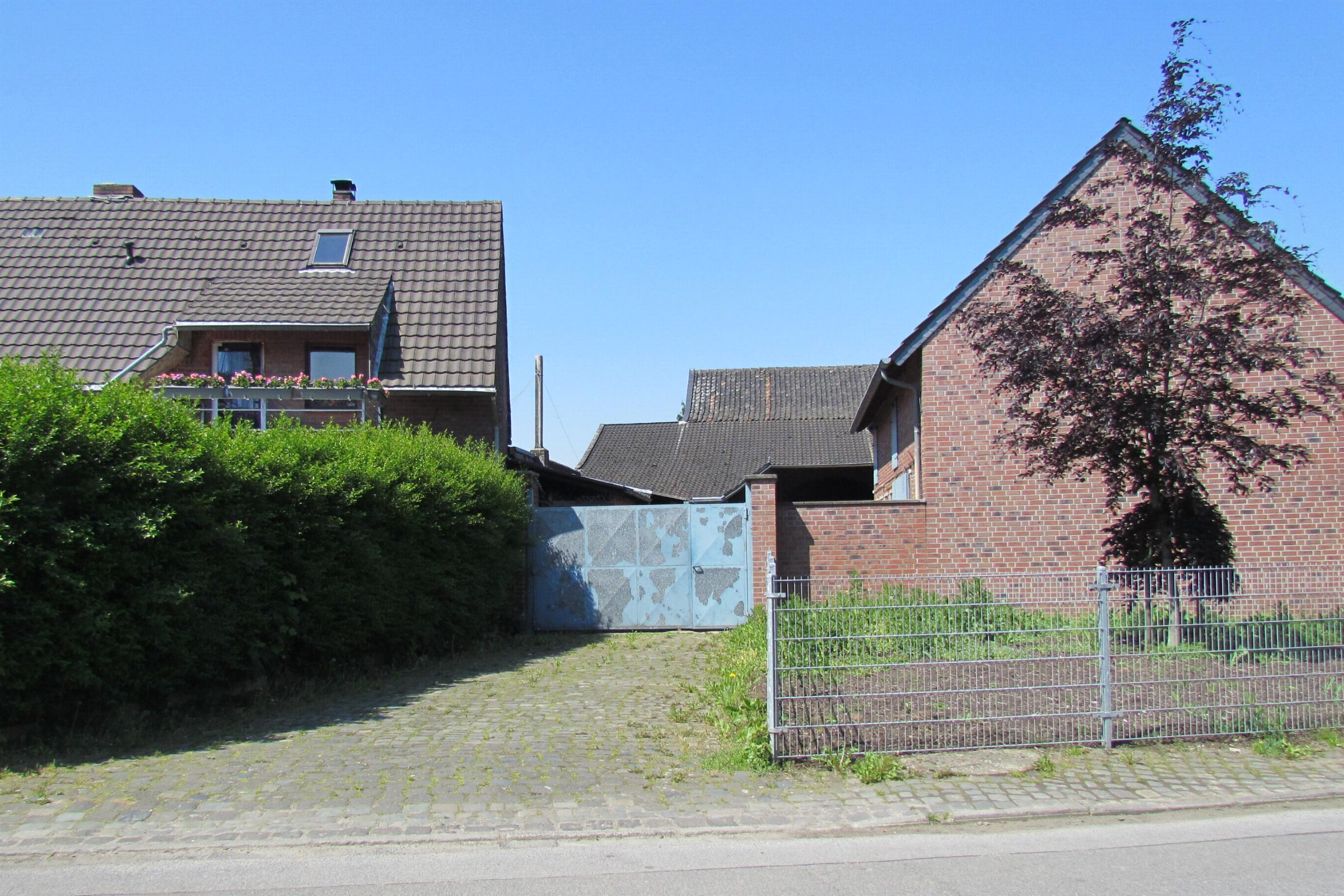
Fachwerkhof

Der Fachwerkhof Wasserweg 3 steht im Stadtteil Liedberg in Korschenbroich  im Rhein-Kreis Neuss in Nordrhein-Westfalen.
Das Gebäude wurde am Ende des 18. Jahrhunderts erbaut und unter Nr. 157 am 4. April 1990 in die Liste der Baudenkmäler in Korschenbroich eingetragen.

## Architektur
Es handelt sich hierbei um das Wohnhaus einer ehemaligen dreiflügeligen Fachwerkhofanlage aus dem Ende des 18. Jahrhunderts. Die ehemaligen Wirtschaftsgebäude sind durch moderne Anbauten ersetzt worden. Das zweistöckige giebelständige Haus mit Krüppelwalmdach hat bis auf wenige Veränderungen, wie die Holzverkleidung des oberen Giebelteils und das Schutzdach über dem Eingang, sein ursprüngliches Erscheinungsbild erhalten. Auch im Gebäudeinnern ist die grundrissliche Konzeption noch ablesbar, einschließlich der Spuren der alten Herdstelle. Das Wohnhaus erfüllt die Voraussetzung des § 2 Abs. 1 DSchG NRW zur Eintragung in die Denkmalliste. Es ist bedeutend für die Geschichte des Menschen als kulturgeschichtliches Zeugnis der Arbeits- u. Wohnverhältnisse im 18. Jh. und für Städte und Siedlungen im ortsgeschichtlichen Sinne. Für seine Erhaltung und Nutzung liegen wissenschaftliche, hier architektur- und siedlungsgeschichtliche Gründe vor.